# Vicente Gil (ator)
Vicente Gil (Matosinhos, março de 2001) é um ator de português. Ficou conhecido pelo seu papel na série Morangos com Açúcar, onde interpreta o protagonista Miguel Rochinha Navarro.

## Biografia e Carreira
Viveu na cidade do Porto, e aí começou, em criança, a apaixonar-se pelo espetáculo, por causa da mãe que o levava a ele e ao irmão gémeo a vários espetáculos na cidade. 
Frequentou a Academia Contemporânea de Espetáculo do Porto, onde tirou um curso de interpretação.  Também foi o local onde conheceu a realizadora Leonor Teles. O filme Cães que Ladram Aos Pássaros foi o seu primeiro trabalho em cinema.

## Filmografia[4]

### Televisão
| Ano         | Projeto                         | Papel                 | Notas            | Canal |
| ----------- | ------------------------------- | --------------------- | ---------------- | ----- |
| 2021        | Glória                          | Roberto               | Elenco Adicional | RTP1  |
| 2022        | A Rainha e a Bastarda           | João Aires Teles      | Elenco Adicional | RTP1  |
| 2023        | De Tanto Fingir, Encontrei-me   | Vicente               | Elenco Principal | RTP1  |
| 2023        | Lusitânia                       | Corius                | Elenco Adicional | RTP1  |
| 2023        | Diálogos Depois do Fim: A Série | Virbio                | Elenco Adicional | RTP1  |
| 2023 - 2024 | Morangos com Açúcar             | Miguel Navarro        | Protagonista     | TVI   |
| 2024        | Les Papiers de l'Anglais        | Mané Torres           | Elenco Adicional | Arte  |
| 2025        | Lugar 54                        | Vicente               | Elenco Principal | RTP1  |
| 2025        | Vitória                         | Afonso Silva Mendonça | Protagonista     | SIC   |

### Cinema
| Ano  | Projeto                          | Papel          | Notas            |
| ---- | -------------------------------- | -------------- | ---------------- |
| 2019 | Cães que Ladram aos Pássaros     | Vicente        | Protagonista     |
| 2020 | Change                           |                | Protagonista     |
| 2021 | Como Domar um Elefante Selvagem  | Elefante       | Protagonista     |
| 2022 | Um Filme em Forma de Assim       |                | Elenco Adicional |
| 2022 | Nação Valente                    | Soldado        | Elenco Principal |
| 2023 | Blackpot                         | Cândido        | Elenco Principal |
| 2023 | UBU                              | Bardalau       | Elenco Principal |
| 2023 | Filhas da Pátria                 | Júlio          | Elenco Principal |
| 2024 | O Teu Rosto Será o Último        | Primeiro Rapaz | Elenco Adicional |
| 2024 | O Compositor                     | Mauro          | Protagonista     |
| 2024 | Ressaca Bailada - Filme Concerto |                | Elenco Principal |
| 2024 | Os Papéis do Inglês              | Mané Torres    | Elenco Adicional |